# Pycnoscelus micropterus
Pycnoscelus micropterus es una especie de cucarachas del género Pycnoscelus, familia Blaberidae.

## Historia
Fue descrito por primera vez en 1931 por Hanitsch.